# Syrniewo (obwód wołogodzki)
Syrniewo (ros. Сырнево) – wieś w Rosji, w rejonie wożegodskim obwodu wołogodzkiego. W 2010 r. liczyła 6 mieszkańców.